# La quercia e i suoi abitanti
La quercia e i suoi abitanti (Le Chêne et ses habitants) è un documentario naturalistico del 2022 diretto da Laurent Charbonnier e Michel Seydoux.

## Trama
C’era una volta e c’è tuttora… una grande quercia, vecchia ben 210 anni, diventata pilastro e punto di riferimento per un intero microuniverso di piccoli abitanti. Qui, lo scoiattolo raccoglie le sue provviste, le formiche edificano i loro regni e il topo selvatico trova riparo dal famelico rapace. Loro e molti altri sono i teneri protagonisti di una vibrante avventura per tutta la famiglia, una emozionante ode alla vita in cui la natura racconta se stessa: la propria bellezza, le proprie sfide e le splendide giornate di sole che sempre seguono i più violenti acquazzoni.

## Accoglienza
(Antonio Cuomo, Movieplayer.it, 25 gennaio 2024)

## Riconoscimenti
- 2023 – Premio César[2]
  - Candidatura per il miglior documentario